# 菲臘比·辛坦拿
菲臘比·奧古斯度·辛坦拿（葡萄牙語：Felipe Augusto Santana，1986年3月17日—），是一名巴西足球運動員，擔任中堅，現時由德甲球會史浩克04外借至奧林比亞高斯。
菲臘比·辛坦拿曾由巴西足球甲組聯賽的球會費古倫斯轉投多蒙特，簽訂五年合約。

## 外部連結
- （英文） sambafoot
- （葡萄牙文） CBF[永久]
- （葡萄牙文） zerozero.pt
- （英文） Guardian Stats Centre
- （葡萄牙文） figueirense.com （页面存档备份，存于）